# Aleksander Krzysztof Chodkiewicz
Aleksander Krzysztof Chodkiewicz herbu własnego (zm. 1 października 1676) – biskup rzymskokatolicki, senator I Rzeczypospolitej.

## Życiorys
Był synem Krzysztofa Chodkiewicza i Elżbiety Kiszczanki, bratem Jana Kazimierza i Hieronima Karola. Kanonik wileński od 1634. W 1648 roku był elektorem Jana II Kazimierza Wazy z województwa wileńskiego. W 1649 otrzymał nominację na biskupstwo wendeńskie, którego jednak nie objął w wyniku wojen szwedzkich. W 1652 wybrany prezydentem kapituły. W czasie wojny polsko-rosyjskiej 1654-1667 opuścił Wilno i udał się na tułaczkę. W 1661 otrzymał od kapituły delegację do sprawowania funkcji biskupich z wyjątkiem udzielania święceń kapłańskich.